# Fiorello LaGuardia
Fiorello Henry (Enrico) LaGuardia (11. december 1882 i The Bronx, New York – 20. september 1947 i New York City, New York) var byen New Yorks borgmester under tre perioder, fra 1934 til 1945. Før han blev borgmester, var han medlem af Repræsentanternes Hus i årene 1917-19 og 1923-33. LaGuardia var republikaner men støttede ikke desto mindre den demokratiske præsident Franklin D. Roosevelts politik og blev af denne udnævnt til direktør for USAs civilforsvar under forberedelserne til USAs deltagelse i 2. verdenskrig (1941-42).

## Opkaldt efter LaGuardia
- LaGuardia lufthavn – lufthavn i New York
- Fiorello H. LaGuardia High School of Music & Art and Performing Arts – skole i New York